# Новая Суртайка
Новая Суртайка — село в Красногорском районе Алтайского края. Входит в состав муниципального образования сельское поселение Быстрянский сельсовет.
Расположено в 12 км к юго-востоку от центра сельского поселения, села Быстрянка, на правом берегу реки Иша.

## История
Основан в 1776 году. В 1926 году деревня Ново-Суртайская состояла из 91 хозяйства. В национальном составе населения того периода преобладали шорцы. В административном отношении входила в состав Старо-Суртайского сельсовета Сростинского района Бийского округа Сибирского края.

## Население
| 1926 | 1997 | 1998 | 1999 | 2000 | 2001 | 2002 | 2003 | 2004 | 2005 |
| ---- | ---- | ---- | ---- | ---- | ---- | ---- | ---- | ---- | ---- |
| 535  | ↘274 | ↗280 | ↘278 | ↘270 | ↘250 | ↘212 | →212 | ↗222 | ↘189 |
| 2006 | 2007 | 2008 | 2009 | 2010 | 2011 | 2012 | 2013 |      |      |
| ↘187 | ↘173 | →173 | ↘158 | ↗185 | ↘184 | ↗193 | ↘185 |      |      |

Национальный состав
Согласно результатам переписи 2002 года, в национальной структуре населения русские составляли 85 %.